# Posminimalismo
Posminimalismo es un término artístico acuñado (también postminimalismo ) por Robert Pincus-Witten en 1971 y utilizado en varios campos artísticos para trabajos influenciados por la estética del minimalismo, o que intentan desarrollarla e ir más allá de ella.
La expresión se usa específicamente en relación con la música y las artes visuales, pero puede referirse a cualquier campo. En música, "posminimalismo" se refiere a la música que sigue a la música mínimalista .

## Arte visual
El posminimalismo es más una tendencia artística que un movimiento en particular. Las obras de arte posminimalistas suelen ser objetos cotidianos, utilizan materiales simples y, a veces, adoptan una estética formalista "pura". Sin embargo, dado que el posminimalismo incluye un grupo de artistas tan diverso y dispar, es imposible enumerar todas las continuidades y similitudes entre ellos.
El trabajo de Eva Hesse también es posminimalista: utiliza "cuadrículas" y "serialidad", temas que a menudo se encuentran en el minimalism. Otras obras de minimalismo son las de Richard Serra.